# 无人驾驶 (2010年电影)
《无人驾驶》（英語：Wu Ren Jia Shi）是导演张扬沉淀3年后执导的一部都市爱情片，由刘烨、高圆圆、李小冉、陈建斌、林心如、王珞丹、黄轩主演，于2009年9月下旬开机拍摄，12月杀青，2010年7月2日在中国内地正式上映。
影片的首周三天票房为560万元，最终票房为1718万元。

## 剧情
本片由三个故事组成，主要是关于现代都市中男女之间复杂的关系和情感。
1. 刚过三十，事业有成的男人志雄对现在的生活感到空虚无聊，这时他碰到了十年前的初恋女友。心中的躁动让他在妻子和旧情人面前如何选择......
2. 生活失意，又因车祸痛失爱女的男人王遥渴望赚钱来改善目前的窘境。这时候他碰到了一有钱女人，二人决定一起创业，但最后发现是一场骗局。
3. 80后年轻男人里加，他喜欢车和漂亮女人，由于现实中的不如意，他通过找女人来发泄。一次，他和志雄妻子一起驾车，却撞上了志雄初恋情人的车......

## 演员
- 劉　燁
- 高圓圓 飾 肖云
- 陳建斌
- 李小冉 飾 常青
- 王珞丹 飾 李欣
- 林心如 飾 王丹
- 黃　軒
- 尤　勇
- 胡一虎
- 張　延
- 王子文

## 主创
- 出品人：覃宏
- 出品公司：中国电影集团公司, 星美影业有限公司, 搜狐娱乐有限公司, 北京梦禹山川有限公司,  神州电视有限公司（凤凰卫视）